# Нікола Ретіф де ла Бретонн
Нікола Ретіф де ла Бретонн (фр. Retif або Restif de La Bretonne) (22 листопада 1734, Сасі, деп. Йонна — 3 лютого 1806, Париж) — французький письменник, один з найпопулярніших і найплідніших літераторів Франції в кінці XVIII століття.

## Біографія
Нікола-Едм Ретіф де ла Бретонн народився 1734 року восьмою дитиною з чотирнадцяти в родині заможного селянина. При хрещенні одержав ім'я Нікола-Едм Ретіф, проте 1760 року він перезвався просто на Ретіфа. Згодом Ретіф додав до свого імені прикладку «де ла Бретонн» на честь помістя, в якому він виріс. Шкільну освіту здобув від двох свої названих братів, які були священиками. У першому шлюбі був одружений з Аньєс Лебег. Цей шлюб був розірваний 1794 року. Щоденник Ретіфа де ла Бретонна, написаний таємним шрифтом, свідчить про те, що він мав інцестуальні зносини з однією зі своїх дочок.
З 15 років Ретіф де ла Бретонн працював друкарем. Воночас він є автором більше 200 творів, частина яких досі залишається не дослідженою літературознавцями. Ретіф де ла Бретонн є автором моральних романів (romans de moeurs) та соціальних утопій. З метою економії часу він зразу набирав свої твори друкарськими літерами, й відповідно потім міг зразу друкувати.
Найбільший його твір Les contemporaines, ou avantures des plus jolies femmes de l’âge présent («Сучасниці, або пригоди найгарніших жіноч нашого часу», 1780) містить 272 новели та 444 коротких оповідань у 42 томах. Окремі тексти мають дуже різну якість, тут є чимало нудних оповідань та безглуздих інтриг, та водночас є чимало проникливих спостережень та живих описів життя маленьких людей в Парижі та на селі. Майже документальний характер цих текстів робить їх важливим джерелом соціальної історії Франції епохи Французької революції.
У творі «Доброчесна коханка» (L'amante du mérite) автор звертається до теми рівності людей безвідносно до їхньої статі або соціального стану. В епоху терору початкове захоплення Ретіфа де ла Бретона постаттю Робесп'єра змінюється на відторгнення, проте негативне ставлення до аристократії, до якої він сам не належив, Ретіф де ла Бретонн не змінив.

### Зачинатель французької фантастики
Нікола Ретіфа де ла Бретонна можна розглядати, як одного з зачинателів фантастичної літератури у Франції. До історії фантастики має відношення його роман «Полуденне відкриття, зроблене літаючою людиною, або Французький Дедал» (La decouverte australe par un homme volant, ou le Dédale francais) (1781). Головний герой цього роману за допомогою літального апарата, що поєднував у собі властивості гвинтокрила та парашута, добирається до загубленого світу, розташованого поблизу Південного полюса. У відкритому героєм невідомому світі існує утопічне суспільство, побудоване за комуністичними принципами.
Роман «Полуденне відкриття» містить велику кількість окремих науково-технічних передбачень, серед яких дослідники творчості знайшли такі теми, як фізика мікросвіту, штучний супутник, авіація (зокрема її військове використання), міжпланетні «снаряди», вчення про мікроби (зокрема, бактеріологічна зброя) тощо.
Ретіф де ла Бретонн передбачив також багато відкриттів та концепції, розроблених значно пізніше, зокрема теорію «творчої еволюції» Анрі Бергсона, ідею «ноосфери» В. І. Вернадського та Тейяра де Шардена.
Утопічний роман «Полуденне відкриття» Нікола Ретифа де ла Бретонна мав чималий вплив на творчість своїх співвітчизників — мислителів-утопістів Сен-Сімона, а особливо Шарлья Фур'є.

## Вибрані твори

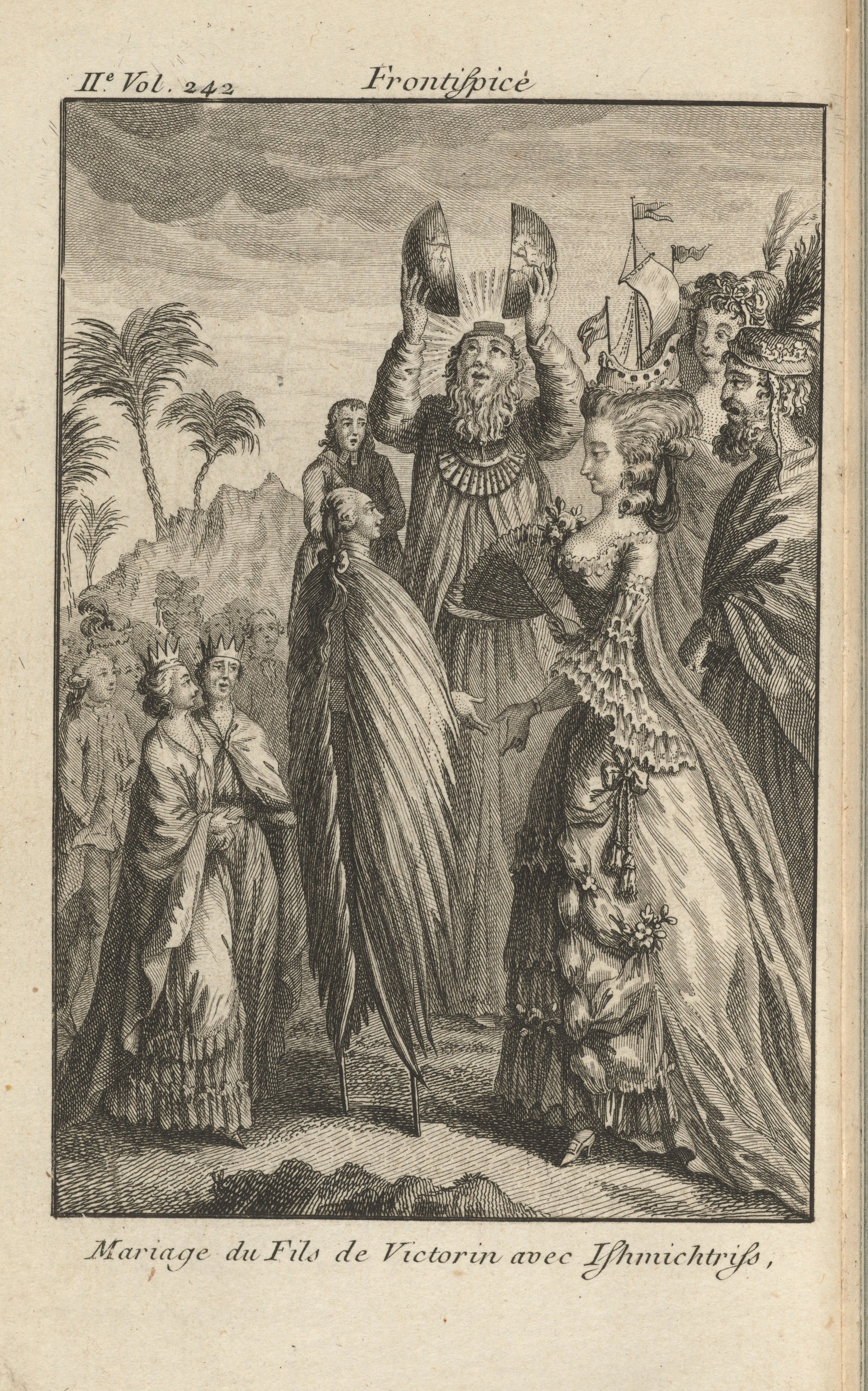
Ретіф де ла Бретонн, «Полуденне відкриття» (1781)

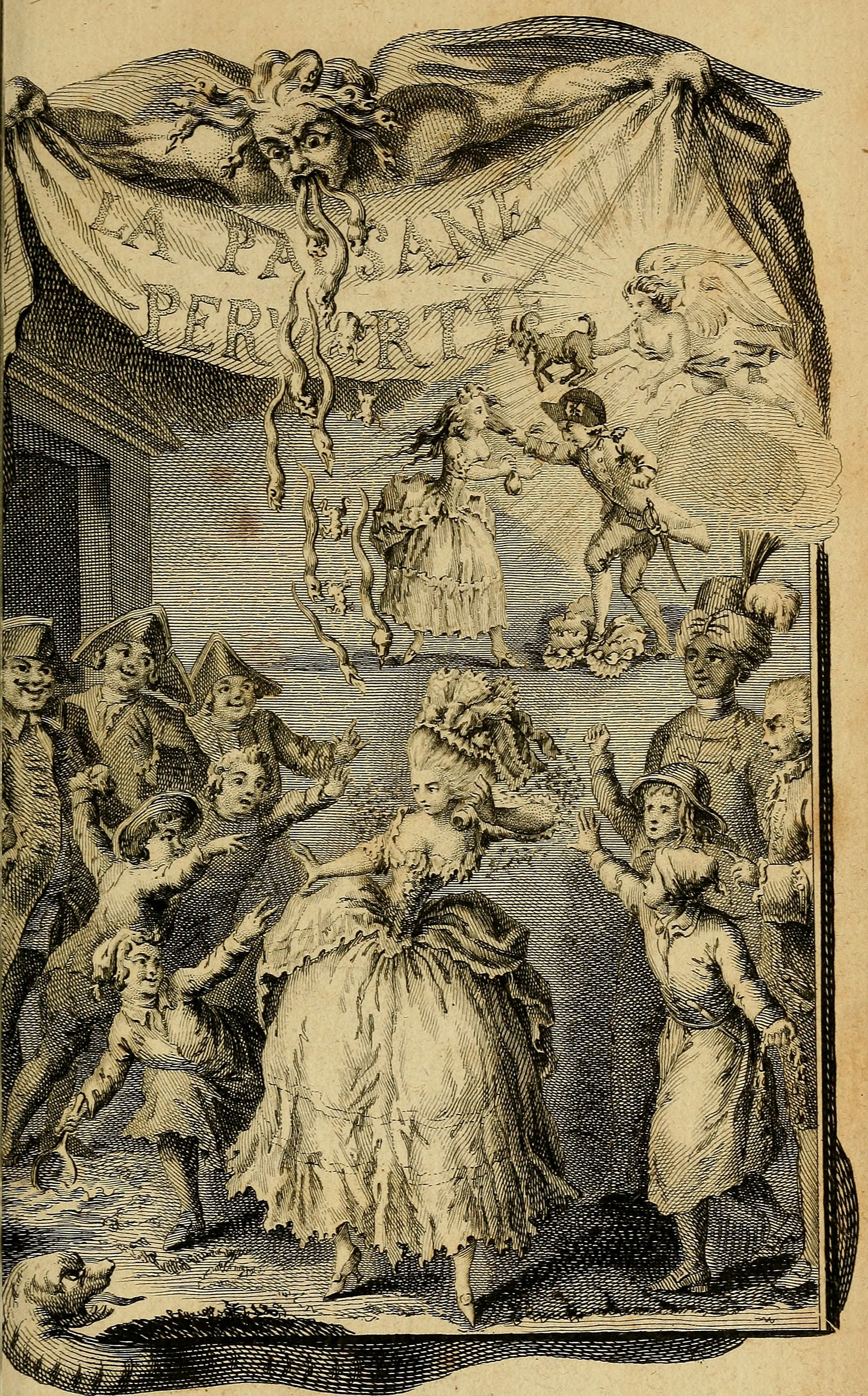
Ретіф де ла Бретон, «Спокушена селянка, або Небезпеки міста» (1784)

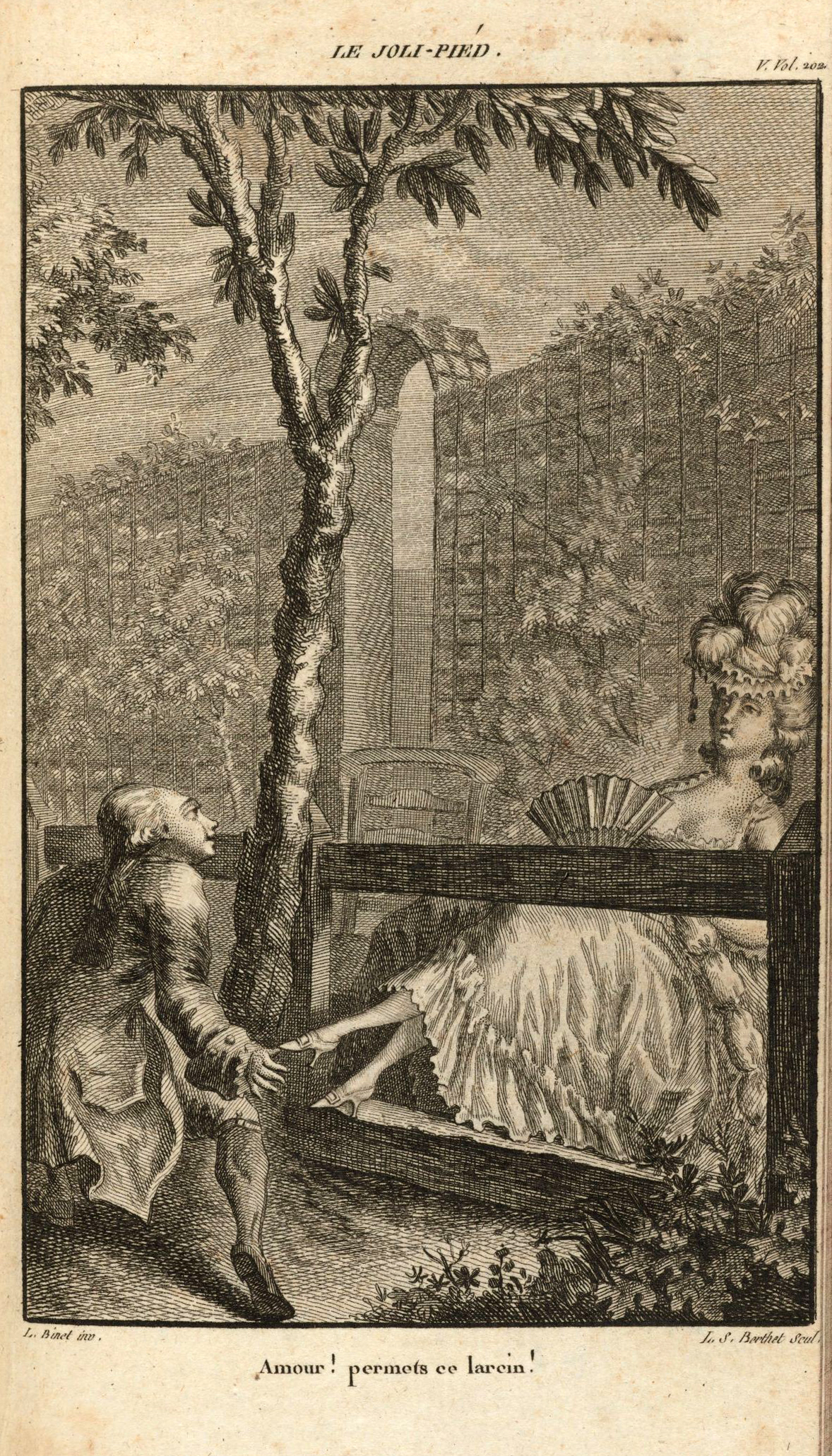
Ретіф де ла Бретонн, «Сучасниці, або Пригоди найгарніших жінок нашого часу» (1780)

- Благочестива родина / La Famille vertueuse, lettres traduites de l'anglais (1767)
- Люсіль, або поступ чесноти / Lucile, ou le Progrès de la vertu (1768)
- Ніжка Фаншетт, або черевичок рожевого кольору / Le Pied de Fanchette, ou le Soulier couleur de rose (1769)
- Листи лорда Остіна Н. до лорда Гамфрі ву Дорсе, його друга / Lettres de Lord Austin de N*** à Lord Humphrey de Dorset son ami (1769, також під заголовком La Confidence nécessaire, ou Lettres de Mylord Austin de Norfolk à Mylord Humphrey de Dorset, 1779)
- Природна дівчина / La Fille naturelle (1769)
- Порнограф / Le Pornographe (1769)
- Мімограф, або ідеї порядної жінки про реформу Національного театру / Le Mimographe, ou Idées d'une honnête femme pour la réformation du Théâtre national (1770)
- Маркіз де Т., або Школа юності / Le Marquis de T***, ou l'École de la jeunesse (1771)
- Адель де Комм., або Листи дочки своєму батькові / Adèle de Comm**, ou Lettres d'une fille à son père (1772)
- Жінка у трьох станах дочки, дружини і матері. Моральна, комічна та реальна історія / La Femme dans les trois états de fille, d’épouse et de mère. Histoire morale, comique et véritable (1773)
- Паризький менаж / Le Ménage parisien (1773)
- Нові мемуари людини з якостями / Les Nouveaux Mémoires d'un homme de qualité (1774)
- Спокушений селянин, або Небезпеки міста / Le Paysan perverti, ou Les dangers de la ville (1775)
- Школа батьків / L’École des pères (1776)
- Le Fin Matois, ou Histoire du Grand Taquin, traduite de l'espagnol de Quevedo (1776)
- Гінографи, або Ідеї двох порядних жінок щодо проекту законодавства, який пропогується на всю Європу з тим, щоби поставити жінку на її місце та організувати щастя обох статей / Les Gynographes, ou Idées de deux honnêtes femmes sur un projet de règlement proposé à toute l'Europe pour mettre les femmes à leur place et opérer le bonheur des deux sexes ; avec des notes historiques et justificatives, suivies des noms des femmes célèbres (1777)
- Вісімдесятилітній, або Вік відмови від пристрастей / Le Quadragénaire, ou l'Âge de renoncer aux passions ; histoire utile à plus d'un lecteur (1777)
- Новий Абеляр, або Листи двох коханців, які ніколи не бачилися / Le Nouvel Abeilard, ou Lettres de deux amants qui ne se sont jamais vus (1778)
- Життя мого батька / La Vie de mon père (1779)
- Батьківське прокляття / La Malédiction paternelle, lettres sincères et véritables de N.** ** *** à ses parents, ses amis et ses maîtresses, avec les réponses, recueillies et publiées par Timothée Joly, son exécuteur testamentaire (1780)
- Сучасниці, або Пригоди найгарніших жінок нашого часу / Les Contemporaines, ou Aventures des plus jolies femmes de l’Âge présent (1780)
- Полуденне відкриття, зроблене літаючою людиною, або Французький дедал, дуже філософська новела разом з Листом від мавпи / La Découverte australe par un homme volant, ou Le Dédale français, nouvelle très philosophique, suivie de la Lettre d'un singe (1781)
- Андрогораф, або Ідеї порядної людини щодо проекту законодавства, яке пропонується для всіх націй Європи, для проведення загальної реформи звичаїв та з її допомогою становлення щастя для всього людського роду / L'Andrographe, ou Idées d'un honnête homme sur un projet de règlement, proposé à toutes les nations de l'Europe, pour opérer une réforme générale des mœurs et, par elle, le bonheur du genre humain. Avec des notes historiques et justificatives (1782)
- Остання пригода сорокап'ятирічного чоловіка / La Dernière aventure d'un homme de quarante-cinq ans (1783)
- La Prévention nationale, action adaptée à la scène, avec deux variantes et les faits qui lui servent de base (1784)
- Спокушена селянка / La Paysanne pervertie (1784)
- Les Veillées du Marais, ou Histoire du grand prince Oribeau, roi de Mommonie, au pays d'Evinland, et de la vertueuse princesse Oribelle, de Lagenie ; tirée des anciennes annales irlandaises et récemment translatée en français par Nichols Donneraill, du comté de Korke, descendant de l'auteur (1785, auch als l'Instituteur d'un prince royal, 1791)
- Невірна жінка / La Femme infidèle (1786, також як Maribert Courtenay)
- Француженки, або 34 приклади, випрані з нинішніх звичаїв / Les Françaises, ou XXXIV exemples choisis dans les mœurs actuelles, propres à diriger les filles, les épouses, les femmes et les mères (1786)
- Парижанки, або 60 загальних характерів, узятих із сучасних звичаїв, які годяться для виховання осіб різної статі / Les Parisiennes, ou XL caractères généraux pris dans les mœurs actuelles, propres à servir à l'instruction des personnes du sexe, tirés des mémoires du nouveau Lycée des mœurs (1787)
- Театр / Théâtre(5 т. 1787—1792)
  - vol. 1 : La Prévention nationale, La Fille naturelle, La Cigale et la Fourmi, Le Jugement de Pâris
  - vol. 2 : Les Fautes sont personnelles, Sa mère l'allaita, La Marchande de modes, La Matinée du père de famille, Le Réveil d'Épiménide
  - vol. 3 : La Sage Journée ou le Nouvel Épiménide, Le Père valet, Le Bouledogue,
  - vol. 4 : Sa mère l'allaita, L'Épouse comédienne, L'An deux mille,
  - vol. 5 : Le Libertin fixé, L'Amour muet, Edmond ou les Tombeaux
- Ночі парижа, або Нічний спостерігач / Les Nuits de Paris ou le Spectateur nocturne (1788)
- Ingénue Saxancour, ou la Femme séparée (1789)
- Le Thesmographe, ou Idées d'un honnête homme sur un projet de règlement proposé à toutes les nations de l'Europe pour opérer une reforme générale des lois ; avec des notes historiques (1789)
- Monument du costume physique et moral, de la fin du XVIIIe siècle (1789)
- Пале-Рояль / Le Palais-Royal (1790)
- Рік національних дам, або Історія французької жінки, описана день за днем / L'Année des dames nationales, ou Histoire jour par jour d'une femme de France (1791)
- Le Drame de la vie, contenant un homme tout entier, pièce en treize actes d'ombres et en dix pièces régulières (1793, 5 Bde.)
- Месьє Нікола, абоРОзкрите людське серце / Monsieur Nicolas, ou le Cœur humain dévoilé (1794) — автобіографія Ретіф да ла Бретонна.
- Les Provinciales, ou Histoire des filles et femmes des provinces de France, dont les aventures sont propres à fournir des sujets dramatiques de tous les genres (1795)
- Філософія пана Нікола / La Philosophie de Monsieur Nicolas (1796)
- Анти-Жустина, або Радощі кохання / L'Anti-Justine ou les délices de l'amour (1798) – роман-полеміка з маркізом де Садом.
- Нові сучасниці, або Історії деяких сьогоднішніх жінок / Les Nouvelles contemporaines, ou Histoires de quelques femmes du jour (1802)
- Посмертна кореспонденція, листи, одержані після смерті чоловіка його жінкою, яка гадала, що він у Флоренції / Les Posthumes, lettres reçues après la mort du mari, par sa femme qui le croit à Florence, par feu Cazotte (1802)
- Історія компаньйонок Марії, або Епізоди з життя однієї гарної жінки / Histoire des compagnes de Maria, ou Épisodes de la vie d'une jolie femme, ouvrage posthume de Restif de La Bretonne (1811)